# يوسف باكايوكو
يوسف باكايوكو (بالفرنسية: Youssouf Bakayoko)‏ (و. 1943  م) هو دبلوماسي، وسياسي إيفواري، ولد في بواكي.

## مناصب
تولى منصب وزير الخارجية.

## التعليم
تعلم في المعهد العالي للدراسات الدولية والتنمية.